# Dromon
Dromonul (din greacă δρόμων = de cursă lungă) era o corabie lungă, rapidă și ușor de manevrat, cu pânze și vâsle, folosită de Imperiul Bizantin din secolul V până prin secolul XII. Derivate din galerele antice, dromoanele au navigat în Marea Neagră, pe Dunăre, în Mediterana, în Marea Roșie și Oceanul Indian, asigurând siguranța porturilor și rutelor comerciale ale imperiului. Au fost excluse din Marea Roșie și Oceanul Indian după cucerirea islamică, apoi au fost distruse și s-au împuținat după ce a patra cruciadă a cucerit Constantinopolul în 1206. Ulterior bizantinii au fost nevoiți să facă apel la flota genoveză pentru nevoile lor navale.   
Cuvântul dromon devine frecvent începând cu sec. VI, în timp ce echipajul era denumit dromonarii, împărțiți în elați (marinari), erați (vâslași) și epibați (soldați). Cea mai veche apariție a cuvântului dromon este cea din documentele din Ravenna în sec. V, dar există un echivalent latinesc în scrierile lui Sidonius Apollinarius care în anul 467 menționează navele cursoria într-o scrisoare către episcopul Tertullianus; altă mențiune apare în Corpus juris civilis al împăratului Iustinian. Începând cu secolul al IX-lea, dromonul se acoperă cu blindaje de piele și zale: în acest caz este numit în limba greacă populară helandion sau egihelys: « țipar-țestoasă » sau « țipar-blindat ».
Dromoanele aveau diferite forme și dimensiuni. Aveau între 30 și 60 metri lungime, și între 5 și 9 metri lățime. Echipajul putea avea 300 de oameni. Existau trei clase de dromoane, cele mai mici fiind denumite moneria (în general navigau doar cu pânze), cele de circa 40 de metri galeia (aveau un rând de vâsle și două catarge) iar cele mai mari meizones dromones, helandia megala sau dynatotera(aveau două rânduri de vâsle, o sută de vâslași și trei catarge).
Unele dromoane aveau un xylokastron, fortificație de lemn, acoperită cu piele și zale, plasată la prova sau între primul și al doilea catarg, echipată cu baliste sau catapulte (aruncătoare de proiectile) și cu syfonofo-rami (aruncătoare ale focului grecesc). La prova, unele dromoane aveau pinteni de metal cu care puteau să spargă navele inamice.
În secolul XII, dromonul este din ce în ce mai des înlocuit prin usii și prin agrarii fără vâsle, mai rotunde, dar este încă menționat de către Robert de Clari în descrierea căderii Constantinopolului în mâinile cruciaților în 1204.
Mulțumită săpăturilor efectuate în fostul port al lui Teodosie cu prilejul construirii stației de metrou rapid İstanbul-Halkalî, se cunoaște destul de bine arhitectura cocăi dromoanelor, în timp ce arhitectura suprastructurilor și greementul sunt discutate, deoarece desenele din cronica lui Ioan Skylitzes sunt interpretabile. Prin urmare, toate machetele și desenele de dromoane existente sunt contestate, inclusiv cele inspirate din lucrările bizantinologilor Elena Glykatzi, Louis Bréhier sau George Ostrogorski și cele prezentate în Muzeele navale din Pireu sau din Madrid. 

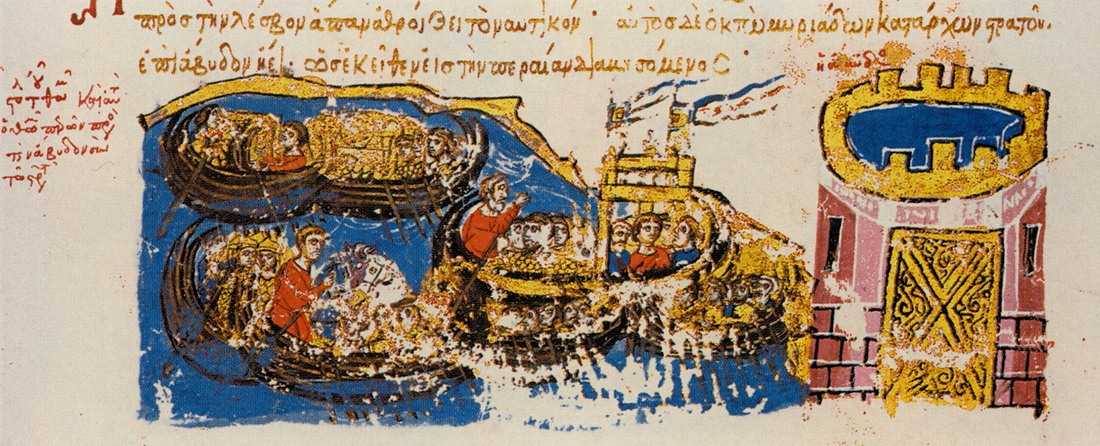
Dromoane din cronica lui Ioan Skylitzes
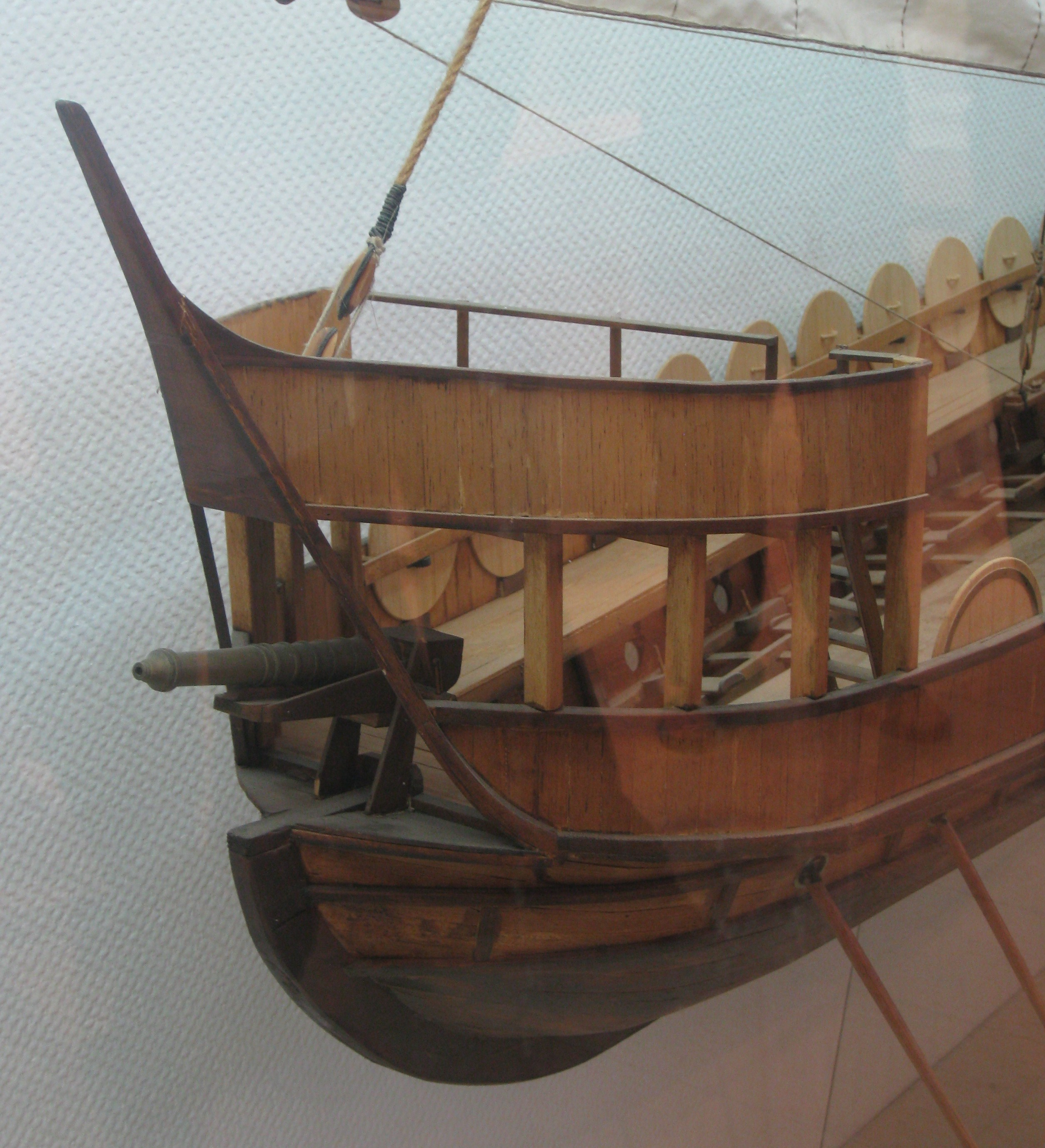
Macheta unui dromon (prova) la Muzeul maritim din Haifa
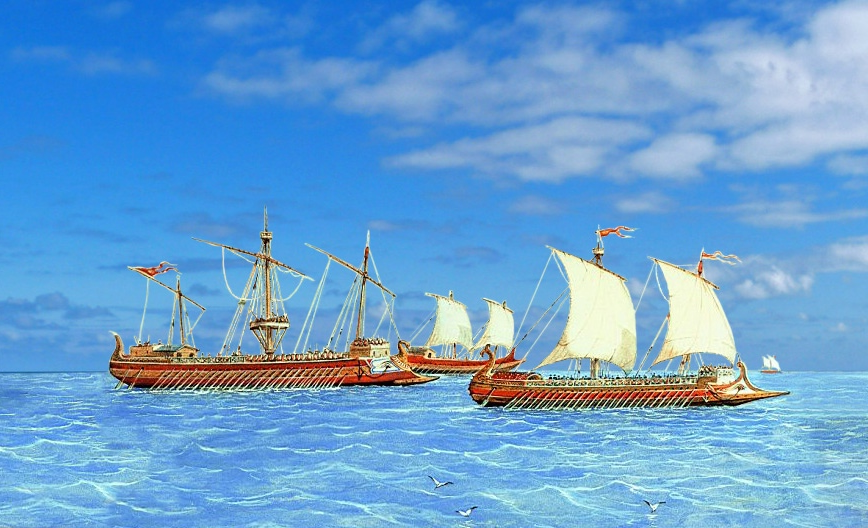
Dromoane, după tablourile lui Rafael Monleon, la Muzeul nautic din Madrid
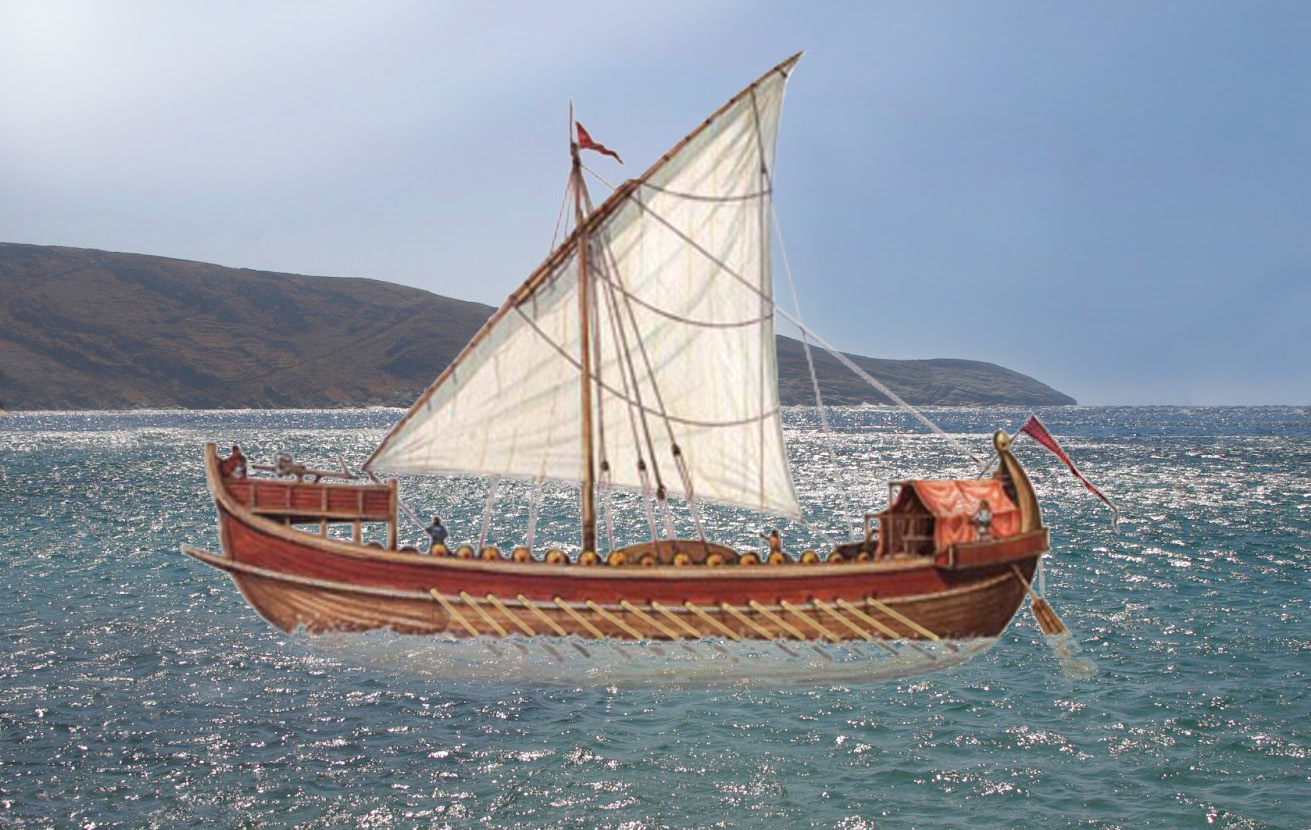
Alt dromon, după descrierile din cronica împăratului Leon al VI-lea

## Vezi și
- Flota bizantină